# Harry Potter i Zakon Feniksa (gra komputerowa)
Harry Potter i Zakon Feniksa (ang. Harry Potter and the Order of the Phoenix) – gra komputerowa i konsolowa z 2007 roku, której fabuła oparta jest na powieści Harry Potter i Zakon Feniksa  i jej filmowej adaptacji.
Gra została wydana na Game Boy Advance, Microsoft Windows, Nintendo DS, PlayStation 2, PlayStation 3, PlayStation Portable, Xbox 360, Wii i OS X. Głównym zadaniem gracza jest odkrywanie Hogwartu i uczestniczenie w fabule z książki i filmu.

## Fabuła
Podczas wakacji Harry Potter i jego kuzyn Dudley Dursley zostają napadnięci przez dementorów. Zmuszony do obrony Harry rzuca zaklęcie Patronusa, przez co łamie prawo czarodziejów i zostaje wyrzucony z Hogwartu. Dostaje jednak możliwość wyjaśnienia sprawy – ma stawić się na przesłuchanie przed Wizengamotem. Dzięki pomocy profesora Albusa Dumbledore’a zostaje uniewinniony. Harry Potter, Ron Weasley i Hermiona Granger wracają do Hogwartu na piąty rok nauki. Okazuje się, że niewielu czarodziejów wierzy w powrót Lorda Voldemorta. Zaprzecza temu też „Prorok Codzienny”, oskarżając Dumbledore’a i Harry’ego o matactwa. Ministerstwo Magii wysłało swojego wysłannika na stanowisko nauczyciela obrony przed czarną magią. Profesor Dolores Umbridge nie pozwala uczniom uczyć się bronić, a Harry w desperacji tworzy Gwardię Dumbledore’a – tajne zgrupowanie uczące obrony przed czarną magią. Fabuła kończy się podczas walki w Departamencie Tajemnic w Ministerstwie Magii.
Po sekwencji filmików rozpoczynamy grę. Poza postacią Harry’ego w grze, w niektórych epizodach, można grać takimi postaciami, jak profesor Albus Dumbledore, Fred Weasley, George Weasley czy Syriusz Black.

## O grze
Do Hogwartu zostało dodanych 85 lokacji, między innymi Little Whinging, Grimmauld Place 12, Ministerstwo Magii, Departament Tajemnic. Hogwart jest pełen tajemnic, pokoje mają więcej sekretów i są bardziej szczegółowo dopracowane niż w poprzednich częściach gry. Tak jak w głównych misjach i dodatkowych zadaniach gracze mogą odkrywać Hogwart, używając zaklęć, by zdobywać Punkty Odkrycia. Zdobywanie ich poprawia siłę zaklęć, także odblokowuje filmy bonusowe przedstawiające tworzenie gry i trofea, które można potem oglądać w Pokoju Nagród. Przedmioty w pokoju takie jak trofea można także odblokować, wygrywając w różnych minigrach, jak np. Eksplodujący Dureń, Szachy Czarodziejów i Gargulki. Dwadzieścia dwie postaci mają głosy aktorów grających te osoby w filmie. Jest wiele misji do zaliczenia zgodnych z fabułą filmu, np. rekrutacja członków Gwardii Dumbledore’a. Lekcje oklumencji też są zawarte w grze.

## Polska wersja językowa
- Jonasz Tołopiło – Harry Potter
- Marcin Łabno – Ron Weasley
- Joanna Kudelska – Hermiona Granger
- Jakub Truszczyński –
  - Fred Weasley
  - George Weasley
- Krzysztof Królak – Neville Longbottom
- Krzysztof Zakrzewski – Syriusz Black
- Wojciech Duryasz – profesor Albus Dumbledore
- Andrzej Blumenfeld – Rubeus Hagrid
- Leon Charewicz – Artur Weasley
- Mikołaj Müller – profesor Severus Snape
- Wiesław Komasa – Lord Voldemort
- Aleksander Czyż – Draco Malfoy
- Wiesława Mazurkiewicz – profesor Minerwa McGonagall
- Barbara Zielińska – profesor Pomona Sprout
- Andrzej Szopa – profesor Filius Flitwick
- Zuzanna Galia – Ginny Weasley
- Delfina Zielińska – Luna Lovegood
- Mateusz Maksiak – Gregory Goyle
- Filip Domagała – Vincent Crabbe
- Izabella Bukowska – Bellatriks Lestrange
- Jacek Czyż – Argus Filch
- Małgorzata Puzio – Jęcząca Marta
- Zuzanna Madejska – Cho Chang
- Małgorzata Zajączkowska – profesor Dolores Umbridge
- Wojciech Paszkowski –
  - Portret Giffarda Abbota
  - Graup
  - Portret Timothy’ego Nieśmiałego
  - Męski wyjec
- Andrzej Arciszewski

## Wymagania sprzętowe

### Minimalne
- 256 MB RAM
- Karta graficzna z 32 MB i obsługą DirectX 9.0c
- Karta dźwiękowa zgodna z DirectX 9.0c
- Procesor 1.6 GHz
- 5 GB wolnego miejsca na dysku

### Zalecane
- 1024 MB RAM
- Karta graficzna z obsługą DirectX 9.0c i PixelShader 3.0
- Karta dźwiękowa zgodna z DirectX 9.0c
- Procesor 2,4 GHZ
- 10 GB wolnego miejsca na dysku twardym